# أندرياس أوغستسن
أندرياس أوغستسن (بالسويدية: Andreas Augustsson) مواليد 26 نوفمبر 1976 في السويد، هو لاعب كرة قدم سويدي. يلعب كمدافع.

## مرحلة الشباب

### أندية لعب لها
- نادي مالمو

## المسيرة الاحترافية

### أندية لعب لها
- نادي هلسينغبورغ
- تفينتي أنشخيدة
- نادي فوليرينغا لكرة القدم
- نادي إلفسبورغ
- نادي هورسينس

## روابط خارجية
- أندرياس أوغستسن على موقع اتحاد السويد (السويدية)
- أندرياس أوغستسن على موقع قاعدة بيانات كرة القدم.إي يو (الإنجليزية)
- أندرياس أوغستسن على موقع عالم كرة القدم.نت (الإنجليزية)